# Zračna luka Lamerd
Zračna luka Lamerd (IATA kod: LFM, ICAO kod: OISR) smještena je pokraj grada Lamerda u južnom dijelu Irana odnosno pokrajini Fars. Nalazi se na nadmorskoj visini od 408 m. Zračna luka ima jednu asfaltiranu uzletno-sletnu stazu dužine 3054 m, a koristi se za tuzemne i inozemne letove. Vodeći zračni prijevoznik koji nudi redovne letove za Širaz, Teheran-Mehrabad, Dohu, Dubai i Kuwait u ovoj zračnoj luci je Iran Air Tours.

## Vanjske poveznice
- (perz.) Službene stranice Zračne luke Lamerd[neaktivna poveznica]
- (engl.) [neaktivna poveznica]
- (engl.) DAFIF, Great Circle Mapper: LFM